# Janina Nowak
 (novembre 2022).
Pour les articles homonymes, voir Nowak.
Janina Nowak, née le 9 août 1917 à Będów près de Łódź et morte à une date inconnue, est une femme polonaise, connue pour avoir été la première prisonnière à s'évader du camp de concentration d'Auschwitz. 

## Biographie
Le 12 juin 1942, Janina Nowak est déportée au camp de concentration d'Auschwitz et reçoit le numéro de prisonnier 7615 lors de l'enregistrement.
Le 24 juin 1942, Janina s'échappe d'un groupe de travail, connu sous le nom de Kommando, composé d'environ 200 femmes polonaises qui travaillaient près de la rivière Soła, séchant du foin. Après sa disparition, les soldats des SS essaient en vain de la poursuivre. Exaspérés par la perte de leur prisonnière, les SS interrogent le reste des prisonniers du Kommando pour obtenir des détails sur leur évasion. Les femmes, pour leur part, ne fournissent pas de réponses aux ravisseurs. Comme les responsables du camp n'ont pas pu punir Nowak pour s'être échappé, les femmes ont été forcées de se faire raser les cheveux (traitement appliqué uniquement aux prisonnières juives jusque-là) et envoyées au sous-camp Budy d'Auschwitz, situé à environ 6 km du camp principal.
Après s'être échappée d'Auschwitz, Janina Nowak réussit à rejoindre Łódz. Elle échappe aux autorités jusqu'en mars 1943, date à laquelle elle est arrêtée. Le 8 mai 1943, Nowak est reconduite à Auschwitz, où elle reçoit un nouveau matricule : le 31529. En 1943, elle est transférée au KL Ravensbrück, d'où elle est libérée fin avril 1945.
Le sort ultérieur de Janina Nowak n'a pas pu être établi. 
En 2021, Marta Byczkowska-Nowak publie Quel chemin vers la liberté ? L'histoire de la première femme qui s'est échappée d'Auschwitz, inspiré de la vie de Janina,.